# 칡차
칡차는 칡으로 만든 전통차이다. 말린 칡뿌리를 달여 만든 것은 갈근차(葛根茶) 또는 갈근탕(葛根湯)이라 부르며, 칡뿌리에서 추출한 녹말인 갈분을 물에 개어 만든 것은 갈분차(葛粉茶)라 부른다.

## 같이 보기
- 마차